# Телекомунікаційна палата України

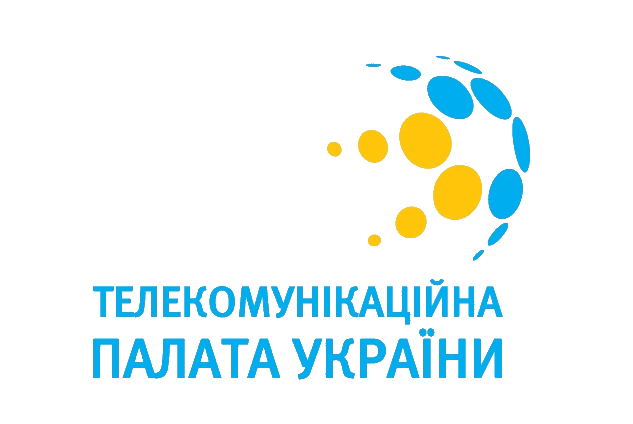
Логотип Асоціації

Асоціація «Телекомунікаційна палата України» (ТелПУ) — об'єднання легальних учасників індустрії послуг Digital Communication, що виступають за створення рівних умов та сприятливого середовища для ведення чесного бізнесу в сфері Інтернет-комунікацій.

## Історія
ТПУ була заснована у 2007 році найбільшим українським провайдером кабельного телебачення «Воля». Згодом співзасновниками асоціації стали ще два гравці ринку платного ТБ — супутникова платформа Viasat і OTT-сервіс Megogo (з 2015 року).
У травні 2016 до асоціації приєдналися телекомунікаційні компанії Датагруп, Emplot, «Фрінет» та Airbites.

## Діяльність
Діяльність Асоціації спрямована на:
- вдосконалення галузевого законодавства шляхом конструктивної взаємодії з органами державної влади (активна участь над розробкою нових та внесенням змін до діючих законів та інших нормативно-правових актів, спрямованих на юридичне регулювання діяльності підприємств сфери цифрових комунікацій);
- стимулювання розвитку високотехнологічних телекомунікаційних послуг (створення нормативно-правової бази для програми підтримки державою розвитку телекомунікаційної галузі, перспективних технологій зв'язку 4-го покоління і високошвидкісного інтернету);
- впровадження Європейських стандартів в наданні послуг якісного інтернету;
- розвиток саморегулювання галузі платного ТВ та телекомунікацій;
- створення сприятливих умов для розвитку ринку платного ТВ і телекомунікацій (боротьба з underreporting та cardsharing);
- сприяння залученню закордонних інвестицій у галузь.

ТелПУ бере участь в організації галузевих форумів та конференцій, є засновником та організатором масштабної конференції сфери платного телебачення «Pay TV in Ukraine». Експерти ТелПУ входять до складу громадських рад та робочих груп при органах державної та місцевої влади, державних регуляторів, тощо, з метою чесного та відкритого відстоювання інтересів учасників Асоціації.

## Учасники
До складу ТелПУ входять юридичні особи — компанії, що працюють в індустрії послуг Digital Communication: оператори телекомунікаційних мереж, провайдери програмної послуги, а також юридичні особи, що займаються спорідненими видами діяльності. Члени ТелПУ дотримуються положень Декларації про чесне ведення бізнесу.
До складу Асоціації входять 16 компаній:
1. Воля
2. Незалежне рейтингове агентство BIG DATA UA
3. Датагруп
4. ФРІНЕТ
5. Датацентр «Парковий»
6. ЕМПЛОТ
7. ДП НТЦ «УАРНет»
8. Divan.TV
9. Український державний центр радіочастот
10. Юскутум
11. МІКСНЕТ
12. FEX.NET
13. РЕТН
14. TRINITY-TV
15. YOUTV
16. HomeNet

## Структура
Структуру асоціації складають:
- Загальні збори — є вищим органом управління,
- Рада Асоціації — постійно діючий колегіальний орган управління діяльністю Асоціації у період між Загальними зборами,
- Дисциплінарний комітет колегіальний орган, діяльність якого спрямована на контроль за виконанням учасниками Асоціації норм та правил, встановлених Статутом Асоціації та іншими актами саморегулювання),
- Експертні ради, Тимчасові та Постійні комісії з конкретних напрямів діяльності,
- Директор.

## Ключові особи
- Попова Тетяна Володимирівна — Голова Ради Асоціації
- Бойко Сергій Юлійович — Голова Дисциплінарного комітету Асоціації